# Accademia degli Eccitati (Bergamo)
L'Accademia degli Eccitati è stata un'istituzione italiana con sede a Bergamo fondata nel 1642 che raccoglieva eruditi e studiosi a scopo unicamente letterario.

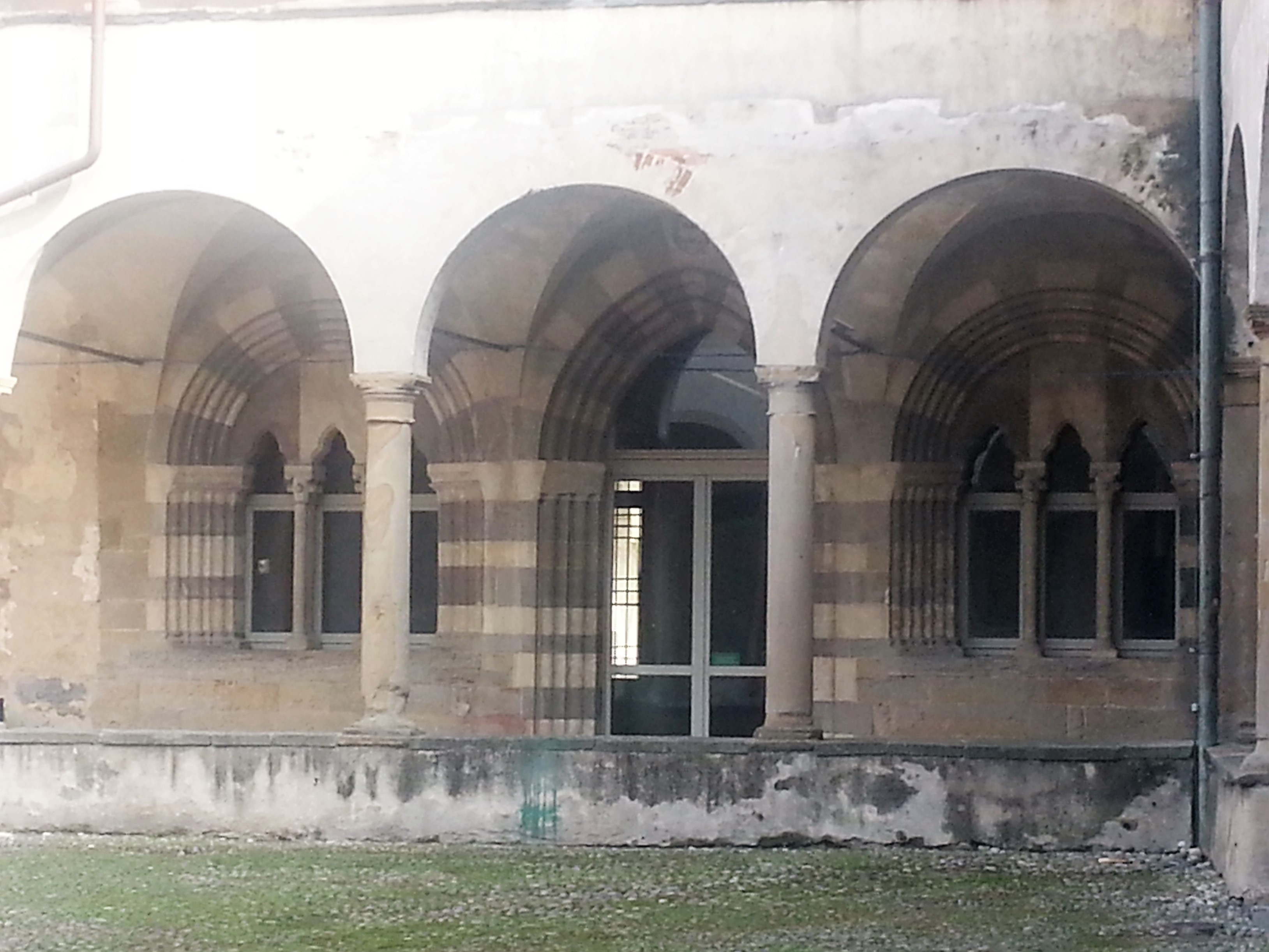
Chiostro minore monastero Sant'Agostino - Sede dell'Accademia degli Eccitati

## Storia
L'accademia fu fondata dallo storico Donato Calvi frate priore nel convento agostiniano di Bergamo nel 1642 per volontà di alcuni tra i più importanti personaggi facoltosi e acculturati presenti in città. Oltre a fra' Donato Calvi, vi furono il conte Bonifacio Agliardi al tempo chierico teatino, Clemente Rivola esponente dell'antica famiglia bergamasca e di professione avvocato, ma che pur di dedicarsi alla poesia, lasciò la sua attività di legale, Raffaello Carrara medico e ricco mercante di panni lana di Albino e Giovanni Legrenzi, musicista di grande prestigio, già primo organista della Basilica di Santa Maria Maggiore di Bergamo (1653-55) e poi maestro di cappella della Basilica di San Marco di Venezia (1681-1690). I diversi personaggi, che si trovavano al solo scopo di studio letterario, assunsero un nome per essere non identificati: Donato Calvi si fece chiamare Ansioso, il Carrara si fece individuare come Oscuro, mentre il Rivola Astratto. L'accademia scelse come simbolo un merlo in volo radente la terra sotto le prime luci dell'alba, mentre altri uccelli volano in alto verso il sole, il disegno è completo del motto "Anxius urget". I membri, che inizialmente erano dodici, si riunivano ogni giovedì.
Il primo testo pubblicato dall'Accademia uscì nel 1645, la sua pubblicazione fu curata da don Gerolamo Cavalieri parroco di Ghisalba e stampato da Marcantonio Rossi. Il testo s'intitolava “I giovedì estivi” e conteneva i discorsi e quanto scaturiva dai dibattiti degli accademici. Il testo proponeva i seguenti temi: “Se più in un giovin disdica mancanza d'amore”, o “ad un vecchio l'esser bersaglio de strali di Cupido”, “Se sia più utile nel mondo l'oro o il ferro”, “Se più vaglia in amore beltà di corpo o di virtù”. Testo che ebbe da subito un importante rilievo presso la nobiltà cittadina.
L'Accademia ebbe inizialmente la sua sede in luoghi privati ma la notorietà del testo, portò il numero degli iscritti a dover spostare la sede inizialmente nei palazzi del vescovado, e solo nel 1647 nei locali del convento agostiniano dove fu fondata il 7 febbraio 1647 ufficialmente l'accademia. Fu Donato Calvi, nominato vice principe a scrivere un sonetto che onorasse l'apertura dell'Accademia.
La morte di alcuni dei suoi rappresentanti, portò dopo il 1664 al declino dell'Accademia fino alla sua chiusura nel 1667.
L'Accademia fu rinnovata per volontà di Pierantonio Serassi e di Mario Lupo nel 1749, accogliendo quelli che erano i maggiori eruditi del momento tra i quali Giovanni Maironi da Ponte e Lorenzo Mascheroni e l'allora podestà Alvise Contarini II. A Bergamo la Repubblica di Venezia aveva fondato l'Accademia degli Arvali nel 1769, fondazione che aveva lo scopo di studio di nuovi sistemi riconducibili sia all'agricoltura che a ogni sistema di rinnovo economico sociale. Le due accademie furono unite con decreto napoleonico in un unico organismo che prese il nome di Ateneo di scienza, lettere e arti di Bergamo, con sede nel Fontanone visconteo.